# ليون فيليبي
ليون فيليبي (بالإسبانية: Felipe Camino Galicia de la Rosa)‏ هو كاتب مسرحي وكاتب وصيدلي وشاعر إسباني، ولد في 11 أبريل 1884 في Tábara ‏ في إسبانيا، وتوفي في 18 سبتمبر 1968 في مدينة مكسيكو في المكسيك.

## وصلات خارجية
- ليون فيليبي على موقع الموسوعة البريطانية (الإنجليزية)
- ليون فيليبي على موقع ميوزك برينز (الإنجليزية)
- ليون فيليبي على موقع ديسكوغز (الإنجليزية)